# Хаджи Мухаммад-хан
Хаджи Мухаммад-хан (1519—1602) — 10-й хівинський хан у 1558—1593, 1594—1595, 1598—1602 роках. Відомий також як Хаджим-хан.

## Життєпис
Походив з роду Арабшахів, гілки Шибанідів. Син Агатай-хана. Народився 1519 року. У 1538—1540 роках брав участь у війні проти Держави Шейбанідів. Зі зходженням у 1547 році батька на трон отримав Багабад. Десь близько 1557 року разом з 4 своїми братами був призначений аміром Ургенчу після перемоги над Юнус-султаном.
У 1558 році вступив у конфлікт з Іш-султаном, братом хівинського хана Доста. Спочатку втратив Ургенч, але невдовзі Хаджи-Мухаммад спільно з Алі-султаном (сином Аванеш-хана), правителем Даруана, напав на Ургенч, де вбив Іш-султана. Після цього повалив Доста, що отаборився в Хазараспі.
Хаджи мухаммад став володарем держави. Столицю зберіг у Вазирі. Надав Алі-султану нові володіння — Ургенч, Хазарасп і Кят. Останній після смерті брата Дін-Мухаммеда у 1565 році отримав також Нісу і Абіверду. 1558 року хан здійснив похід на Мерв, що належав до Держави Шейбанідів. Водночас Алі-султан розпочав щорічні напади на Хорасан.
У жовтні 1558 року прийняв у себе Е.Дженкінсона, представника Англійської Московської компанії, що прямував до Бухари. 1564 року Хаджи Мухаммад-хан відправив посольство до московського царя Івана IV щодо укладання договору для більшої торгівлі хорезмійців в Астрахані. 1565 року Шейбаніди відвоювали Мерв. 1568/1569 року після загибелі Алі-султана під час походу на Хорасан конфіскував його володіння, окрім Ніси, який передав синові загиблого — Санджар-султану. Також хан надав Вазир своєму братові Мухаммад-султану. Після цього переніс столицю до Ургенча. Невдовзі надав братові Пулад-султану Хіву, а іншому брату Тимур-султану — Хазарасп.
1575 року здійснив похід на Хорасан, чим скористався Абдулла-султан, фактичний правитель Держави шейбанідів, для вторгнення до Хорезму. Втім цей напад вдалося відбити.
1591 року вступив у конфлікт з Абдуллою-ханом II, володарем Держави Шейбанідів, коли Мухаммед Ібрагім (син Хаджи Мухаммед-хана) пограбував шейбанідське посольство біля кордонів Хівинського ханства. Ймовірно це було зроблено у взаємодії з перським шахом Аббасом I, що планував вигнати шейбанідів з Хорасану. З ним хівинський хан у 1590 році уклав політичний союз.
1593 року проти Хаджи мухаммад-хана виступило шейбанідське військо на чолі із Абдуллою-ханом II. Хівинський хан зазнав поразки й втік до Персії. 1594 року зумів повернутися до Хоррезму, де переміг місцеві шейбанідські залоги. Відправив посольство до московського царя Федора I. 1595 року Хаджи Мухаммад-хана знову було повалено Шейбанідами. За наказом Абдулли-хана II було страчено 24 родича хівинського хана, зокрема брат Пулад-султан та його син Кульчі, син Мухаммад Ібрагім, ще 9 небожів.
Після цього Хаджи Мухаммад-хан перебрався до Казвіну в Персії. Тут мешкав до 1598 року, коли в Державі шейбанідів після смерті Абдалмумін-хана почався розгардіяж.
1600 року передав синові Сіюнішу Ургенч і Вазір, перебравшись до Хіви. Протягом 1601 і 1602 років померли його сини Сіюніш і Ібадулла, яких хан розглядав як спадкоємців. Помер Хаджи Мухаммад-хан 1602 року. Йому спадкував син Араб Мухаммад-хан.